# Rochetaillée-sur-Saône
Rochetaillée-sur-Saône este o comună în departamentul Rhône din sud-estul Franței. În 2009 avea o populație de 1.450 de locuitori.

## Evoluția populației
| An        | 1975 | 1982 | 1990 | 1999  | 2006  | 2009  |
| --------- | ---- | ---- | ---- | ----- | ----- | ----- |
| Populație | 764  | 779  | 903  | 1.134 | 1.264 | 1.450 |